# Grenzkirche Podrosche

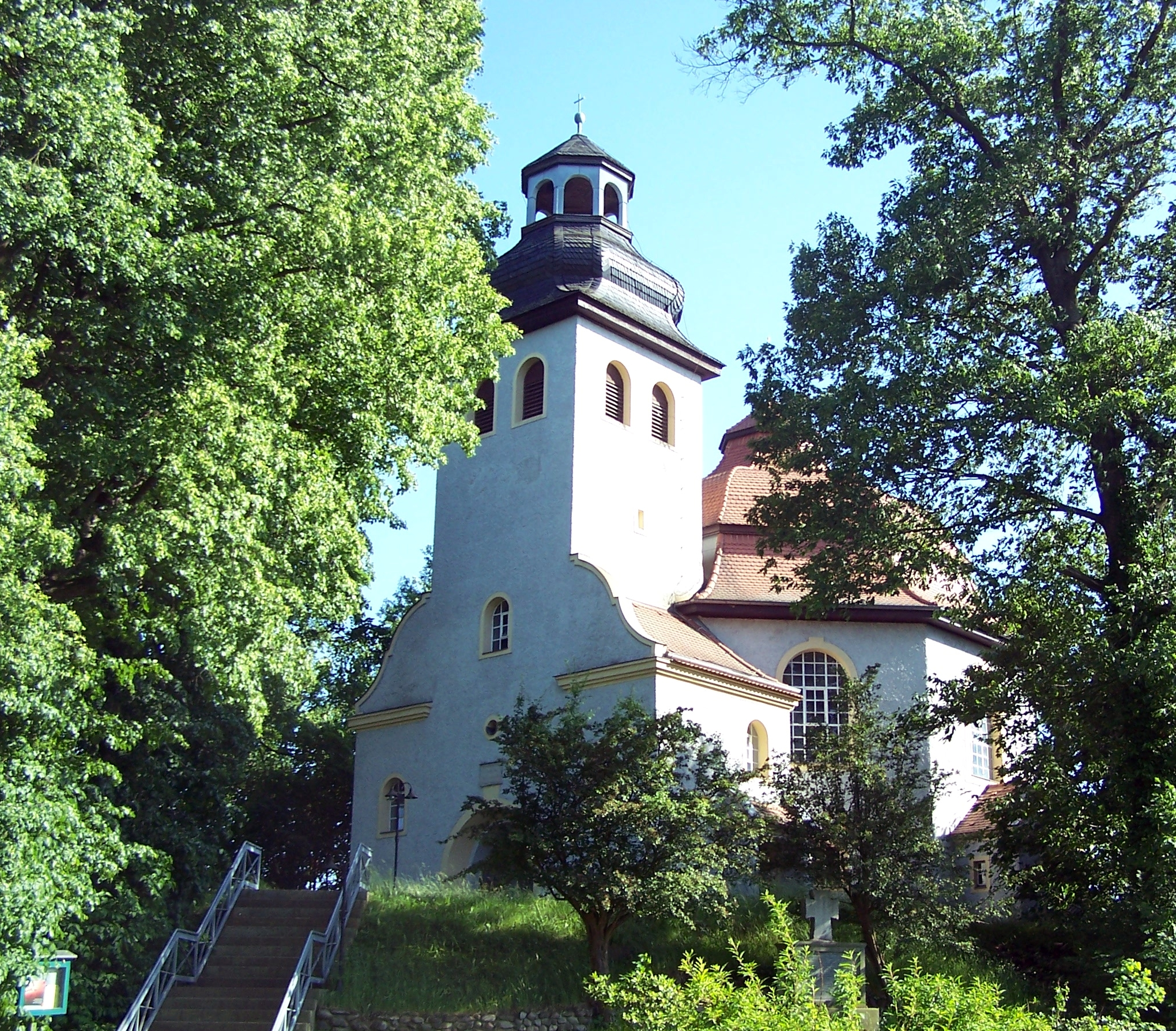
Grenzkirche Podrosche (2005)

Die Grenzkirche Podrosche ist das Kirchengebäude im Ortsteil Podrosche der Gemeinde Krauschwitz im Landkreis Görlitz in Sachsen. Es gehört der Kirchengemeinde Podrosche-Pechern im Kirchenkreis Schlesische Oberlausitz, der Teil der Evangelischen Kirche Berlin-Brandenburg-schlesische Oberlausitz ist. Die Kirche steht aufgrund ihrer bau- und ortsgeschichtlichen Bedeutung unter Denkmalschutz. Sie ist die einzige Grenzkirche, die heute in Deutschland liegt.

## Architektur und Geschichte

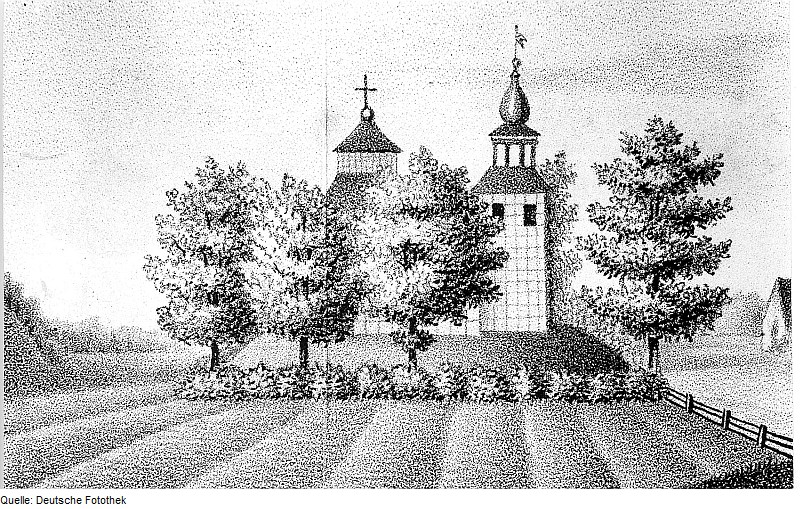
Lithographie der alten Fachwerkkirche Podrosche von Karl Viktor Fritz Buttkowsky

Nach der Reformation war der Ort Podrosche zunächst nach Priebus gepfarrt. Nach dem Dreißigjährigen Krieg wurde durch die Gegenreformation in Schlesien die freie Religionsausübung unterdrückt, woraufhin evangelische Christen aus dem Fürstentum Sagan in die Oberlausitz kamen. In Podrosche fanden die evangelischen Gottesdienste ab 1668 zunächst unter freiem Himmel und später in einer Holzbaracke statt. Im Jahr 1690 ließen die Dorfbewohner im Ort eine „Grenzkirche“ im Stil des Barock errichten. Diese Fachwerkkirche wurde im Laufe der Zeit mehrfach baulich verändert, bis sie am 15. Mai 1907 durch einen Blitzschlag niederbrannte. Danach ließ der Kirchenpatron Traugott Hermann Graf von Arnim-Muskau eine neue Kirche errichten, die am 4. Juni 1908 geweiht wurde. Während des Zweiten Weltkrieges wurde die Kirche beschädigt. 1995 erfolgte eine umfassende Renovierung.
Die Kirche liegt auf einer künstlichen Anhöhe. Die Grenzkirche Podrosche ist in ihrer Formgebung stark an den Vorgängerbau angelehnt, der wie auch die heutige Kirche ein achteckiges Kirchenschiff hatte. Der eingezogene Westturm mit paarweise angeordneten Schallöffnungen ist mit einer Zwiebelhaube mit Laterne bekrönt. Das Kuppeldach über dem Kirchenschiff ist von Innen mit Architekturmalereien verziert. Im Innenraum befindet sich außerdem eine umlaufende Empore.

## Ausstattung
Zur Ausstattung der Kirche gehört ein barocker Kanzelaltar mit Doppelsäulen, der in die Empore eingebaut ist. Der hölzerne Taufengel stammt aus der Zeit um 1700. Die Orgel wurde von der Firma Schlag & Söhne gebaut und zunächst anlässlich des neunzigjährigen Weihjubiläums im Jahr 1998 und ein weiteres Mal im Jahr 2019 restauriert.

## Kirchengemeinde
Nach der Gründung der Kirchengemeinde Podrosche gehörten zu dieser neben dem Pfarrdorf Podrosche noch die evangelischen Dörfer der Pfarrei Priebus sowie die Dörfer Buchwalde, Dobers, Klein Priebus, Leippa, Pechern und Werdeck. Nach dem Bau eigener Dorfkirchen schieden zunächst Pechern im Jahr 1747, danach Leippa im Jahr 1808 und schließlich Dobers im Jahr 1839 aus der Kirchengemeinde aus. Seit 1855 ist die Kirche in Pechern der Kirchengemeinde Podrosche als Filialkirche zugewiesen. Im Jahr 1925 waren des Weiteren noch Buchwalde, Klein Priebus und Werdeck nach Podrosche gepfarrt. Seit der Festlegung der Oder-Neiße-Grenze nach dem Ende des Zweiten Weltkrieges gehörten kirchlich nur noch die Dörfer Klein Priebus und Werdeck zu Podrosche. Die Kirchengemeinde trägt heute den Namen Kirchengemeinde Podrosche-Pechern, hatte 2007 knapp 120 Gemeindemitglieder und ist mit der Kirchengemeinde Krauschwitz zu einem Pfarramt verbunden.
Bis 1945 gehörte Podrosche zur Evangelischen Landeskirche der älteren Provinzen Preußens. Nach deren Zerfall nach Kriegsende kam die Kirchengemeinde zur Evangelischen Kirche in Schlesien, die später in Evangelische Kirche der schlesischen Oberlausitz umbenannt wurde. Diese ging am 1. Januar 2004 in der Evangelischen Kirche Berlin-Brandenburg-schlesische Oberlausitz auf. Bis zum 1. Januar 2007 gehörte Podrosche dort zum Kirchenkreis Weißwasser. Dieser fusionierte mit den Kirchenkreisen Görlitz und Niesky zum Kirchenkreis Niederschlesische Oberlausitz, der sich wiederum am 1. Januar 2014 mit dem Kirchenkreis Hoyerswerda zum Kirchenkreis Schlesische Oberlausitz zusammenschloss.